# آن باسترناك سلاتر
آن باسترناك سلاتر (بالإنجليزية: Ann Pasternak Slater)‏ هي مترجمة بريطانية، ولدت في 3 أغسطس 1944.